# Mundia
Mundia è una suddivisione dell'India, classificata come nagar panchayat, di 6.242 abitanti, situata nel distretto di Budaun, nello stato federato dell'Uttar Pradesh.